# 아타케부네

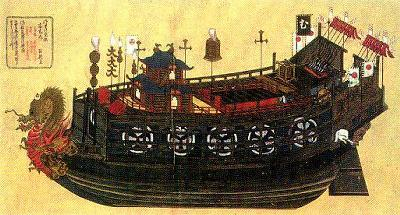
아타케부네의 모습.

아타케부네(일본어: 安宅船)는 임진왜란 당시 일본 수군이 사용하던 대형 전투함이다. 한국어로는 안택선으로도 부른다. 아다케부네는 전투선이라기보다는 일본 전국시대 봉건영주들이 위세를 과시하기 위한 성격이 짙었다. 임진왜란 당시 왜선들은 대개 조선 수군의 주력함선 이었던 판옥선보다 크기가 작기 때문에 해전에서 참패한 원인이 되었다. 또한 이 배는 2층 또는 3층 누각을 설치한 것을 특징으로 하는데 임란 당시의 사용된 안택선은 두 사람의 노잡이를 둔 대형노 40자루를 장비한 크기였다고 한다. 이름의 유래는 갑판 위에 집 모양의 지휘소가 있는 데서 기인했다. 배의 높이는 대략 3층 높이만 하며, 전체 길이는 30m 정도이다. 조선의 판옥선보다 길이는 긴 편이다. 갑판은 2층 구조로 되어 상갑판에 전투원이 탑승하고, 하갑판에 노잡이들이 탑승하는데 노는 대략 90여개이다. 상갑판에는 총포와 대포를 쏠 수 있는 구멍과 노 젓는 구멍이 있다.
선체는 뾰족한 첨저선이고 특징은 배 위에 나무로 집(누각)을 지어놓은 형태이다.

## 명칭
아타케부네(安宅船)라는 이름은 安宅、 阿武로도 표기되며, 중세에서 근세에 걸친 일본의 군선 가운데서도 대형급을 가리킨다. 큰 것으로는 길이 50m 이상、폭 10m 이상의 거체를 자랑하며 오오아타케(大安宅, おおあたけ)로도 불렸다. 사료상으로 아타케부네의 이름이 등장하는 것은 16세기 중엽 덴분(天文) 연간 무렵이다. 고노 씨(河野氏)가 지배하던 이요(伊予) 즉 당시 일본 수군(水軍)의 선진지역이었던 세토 내해(瀬戸内海) 서부에서 처음으로 확인되는 것이다.
「아타케부네」(安宅船)라 불리게 된 유래는 확실하게 정해져 있지 않으나, 센고쿠 시대(戦国時代) 아와지(淡路) 인근을 근거로 하고 있던 아타케 씨(安宅氏)로부터 유래하였다는 설, 거대하고 많은 사람들을 태울 수 있는 배라는 데에서 「아타케」(安宅)라고 불리게 되었다는 설, 「난폭하다」(暴れる)는 의미가 있는 「あたける」라는 일본어 동사에서 유래하였다는 설, 호쿠리쿠도(北陸道)의 지명 아타카(安宅, 오늘날의 일본 이시카와 현(石川県) 고마쓰 시(小松市))와 관계가 있다는 설, 무쓰(陸奥)의 아부쿠마 강(阿武隈川) 유역을 가리키는 옛 지명인 아타케(阿武)와 관계가 있다는 설 등이 있다. 이름에 관한 결정적인 설은 없으나 일본의 배의 종류별 명칭으로써는 히젠(肥前) 마쓰라(松浦)의 마쓰라부네(松浦船), 구마노나다(熊野灘)의 마쿠마노부네(真熊野船)의 사례처럼 그 배가 건조되어 사용되거나 한 지명을 차지하는 것으로 생각되는 것이 많다. 히젠 마쓰라와 구마노는 이요와 마찬가지로 모두 헤이안 시대 이전부터 수군의 거점으로 이름이 높았다.

## 구조
아타케부네는 중국의 명나라로 가는 견명선(遣明船)으로도 사용되었던 후타나리부네(二形船)나 이세부네(伊勢船) 등 대형 화선(和船, 일본 전통 선박)을 군용으로 개량한 것으로 작은 것은 5백 석 들이(1석들이는 약 150kg)에서 큰 것은 1천 석 이상의 규모를 자랑하였다.
모두 뱃머리 윗부분이 모난 형태를 하고 있고 야쿠라(矢倉)라고 불리는 갑판상의 상부 구조물도 각진 모양의 상자 구조로 되어 있는 것이 특징이다. 상부 구조물은 선체의 전체 길이에 가깝기에 소야구라(総矢倉)라고도 불린다. 이러한 형태에 따라 확보된 넓은 선체 위에 목제 순판(楯板)을 좌우현과 앞뒤에 붙여서 화살과 탄환으로부터 선원들을 보호하였다. 원래 속도가 나지 않는 대형 선박으로 속도를 희생시킨 대신 방어력을 높인 것이다. 순판에는 하자마(狭間)라 불리는 총안이 설치되어 그 틈새로부터 활이나 총을 쏘아서 적선을 공격하는 방식이었다. 상대편의 배로 옮겨 타서 공격하기 위해서 적선과 배를 붙일 때는 이 순판을 떼어서 일종의 널다리로 사용할 수 있었고, 순판으로 둘러싸인 소야구라 위쪽에는 지붕이 씌워져 있어서 겉보기에 성곽 시설과도 흡사하였다. 특히 큰 아타케부네의 경우 2층에서 4층까지 누각이 세워지기도 하였고, 그 구조와 중후함으로 인해 아타케부네는 으레 '바다 위의 성'에 비유되고는 하였다.
당시의 화선과 공통된 선체 구조로써 판자들을 누이쿠기(縫い釘)라는 못과 가스가이(かすがい)라는 걸쇠로 엮어서 건조하였으며 남만(서양)이나 중국의 선박에 비해 골격으로의 용골은 없다. 경량은 구조선이나 같은 구조의 여러 배들처럼 충돌이나 좌초 등의 충격으로 수밀이 낮아져서 물이 새는 것에 약하다는 약점도 있다. 이는 군용선으로서는 충각(래밍)을 통한 공격이 불가능하다는 것을 의미하며 군선으로써 큰 결점이다. 또한 서양의 갤리선과 달리 국내에서의 연안 전투를 목적으로 하기 때문에 외양으로 나가는 능력에는 제한이 있었다.
배를 나아가게 하는 데에는 돛도 사용되었으나 전투 때에는 돛대를 접고 노만 사용해서 항해하였다. 노의 수는 적게는 50채 정도에서 많은 것은 150채 이상에 달하였으며, 50명에서 2백 명 정도의 고기테(漕ぎ手, 노잡이)가 탑승하였다. 오오아타케의 경우 두 사람이 붙어서 젓는 대형 노를 사용하는 경우도 있었다. 전투원은 노기테와 분리되어 탑승하였으며 마찬가지로 수십 명에서 수백 명 정도가 탑승하였다.
후기에 들어서 대형화와 중무장화가 함께 진행되어 특히 화기(火器)를 사용한 전투에 대응하여 순판에 얇은 철판을 대기도 하였다고 한다. 무장도 육상의 운반에 부적합한 대포와 대포가 배치돼 강력한 화력으로 타함을 압도하였으나, 16세기 후반 조선의 판옥선에 비하여 배의 사면에 모두 화포를 배치하지는 못하는 등 적재할 수 있는 화포의 수는 한정되어 있었다.

## 같이 보기
- 세키부네
- 고바야
- 거북선(귀선)